# マデイラ・マモレ鉄道

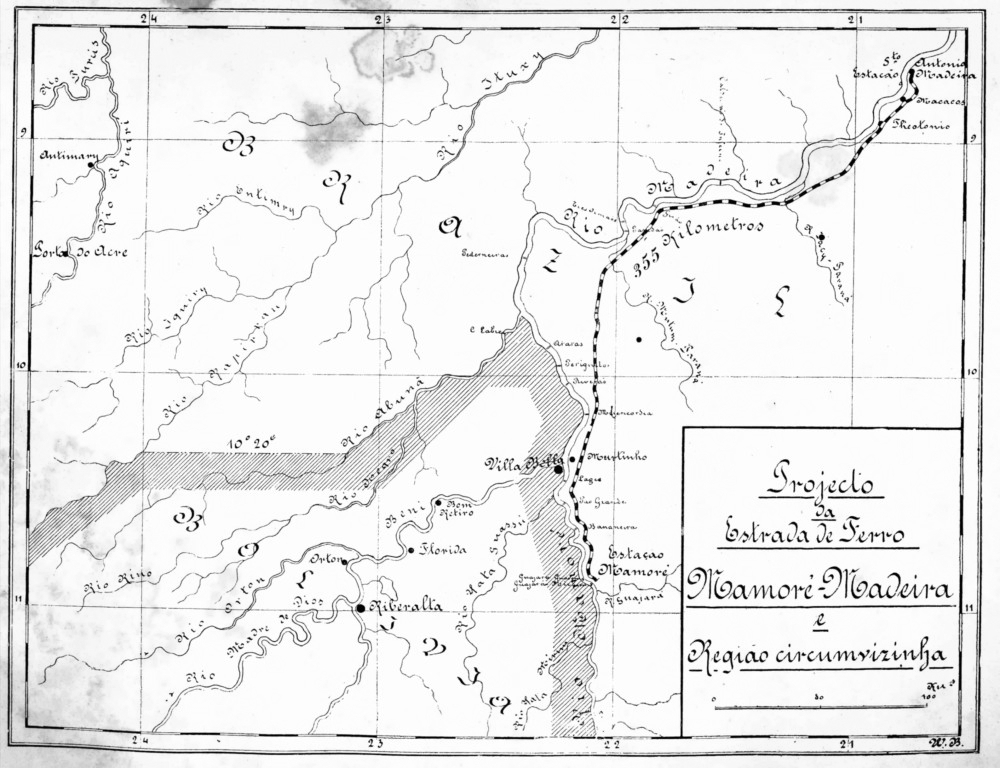
マデイラ・マモレ鉄道の路線図

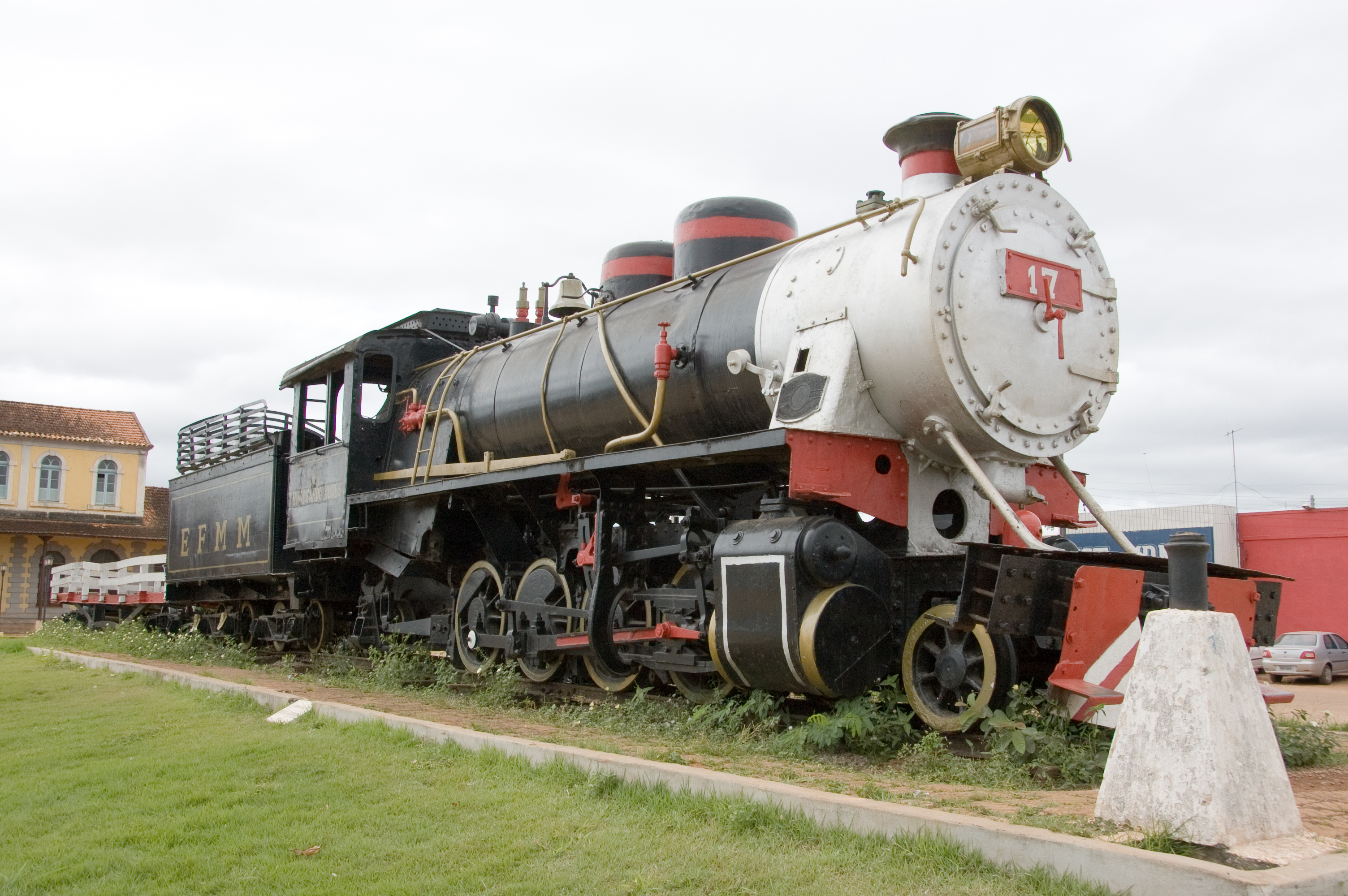
グアジャラ・ミリンに保存されているマデイラ・マモレ鉄道で使われていた蒸気機関車

マデイラ・マモレ鉄道（伯: Estrada de Ferro Madeira-Mamoré、略称「EFMM」）は、ブラジルのロンドニア州に、かつて存在していた鉄道。路線はマデイラ川とマモレ川沿いにポルト・ヴェーリョからグアジャラ・ミリンまでの366km。1912年に開通したが、未開のアマゾンを切り開く難工事で、6年半に及んだ。このため、「悪魔の鉄道」、「枕木一本につき死者一人」と呼ばれた。また建設に純金32トン相当の費用がかかったことから、「黄金で敷かれた鉄道」とも呼ばれた。

## 鉄道建設の背景
19世紀末に、自転車や自動車の普及によりタイヤなどの原料として天然ゴムの需要が増大した。ベニ川、マドレ・デ・ディオス川、アクレ川などアマゾン流域上流の低地帯には、パラゴムノキが自生していた。このためアマゾン地域には、「ゴム景気」が起こり、多くの商人がベレン、マナウス、ポルト・ヴェーリョにラテックスを買い付けるために進出した。また多くの労働者がラテックス採集労働者としてアマゾン地域に分け入った。ボリビアでは、サンタ・クルス地方からゴムの自生地域に、1860年から1910年の半世紀の間に約8万人が移住したとされる。このため、マデイラ川のポルト・ヴェーリョより上流域の開拓と輸送手段への期待が高まった。
さらにボリビアの事情として、大西洋側に新たな輸送路を必要としていた。ボリビアは、ペルーと連合して、太平洋側の地域の硝石やグアノの天然資源を巡って、チリと戦った太平洋戦争に敗れ、太平洋側の港を失った。ボリビア政府は、大西洋側に出口を求め、そのルートとしてアマゾン川に注目した。
これらの輸送需要を満たすため、未開の地であったマデイラ川の上流に鉄道を建設する構想は、1860年代からブラジルとボリビアの双方に存在した。
アマゾン川の大西洋河口からポルト・ヴェーリョまでの約1,124キロは、船舶の航行が可能であった。しかし、ポルト・ヴェーリョより上流には、大きな滝があり、また急流や浅瀬が存在するため小型の船舶でも航行が困難であった。このためポルト・ヴェーリョとその上流の地域との間で円滑な物資の輸送を行なうため、道路、鉄道、急流を迂回する運河などの輸送手段の建設の構想があった。

## 歴史

### 鉄道敷設の構想
1867年、ブラジルとボリビアの間に、アヤクチョ条約が締結された。この条約で、アクレ地方のボリビアへの帰属と、ブラジルとボリビア間での貿易やアマゾン流域の航行の取り決めを、両国間で合意した。
ボリビア政府は、アメリカ人の土木技術者で、著名な探検家でもあったジョージ・アール・チャーチを招き、天然ゴムの輸送手段構築についての現地調査を依頼した。またブラジル政府も、マデイラ川、マモレ川の輸送手段を調べるための調査団を派遣した。

### 初期の鉄道建設とその挫折

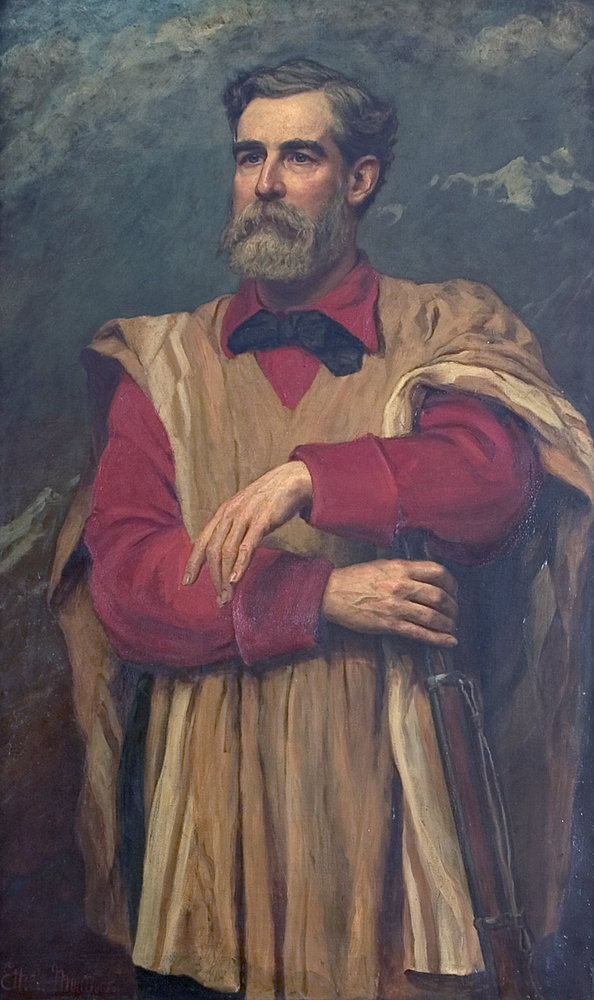
ジョージ・アール・チャーチ

ジョージ・アール・チャーチは、現地調査の結果、事業化を決断し、ボリビアで資金を集めて会社を設立した。当初はマデイラ川とマモレ川の滝や急流を避ける運河の開削を考えていた。1870年、ブラジル政府からマデイラ川に沿った鉄道の営業権を手に入れた。1872年、イギリスのパブリック・ワークス・コンストラクション社（英: Public Works Construction Co.）と工事請負契約を結び、最初の工事が始まった。しかし、工事労働者の間にマラリア、脚気が蔓延し、1年余りでパブリック・ワークス・コンストラクション社は撤退した。ジョージ・アール・チャーチは出資者との間で長期間の裁判に巻き込まれた。
しかし、ジョージ・アール・チャーチは、鉄道建設を諦めなかった。1878年、今度はアメリカ資本のフィリップ・アンド・トマス・コリンズ社（英: P.&T. Collins）と契約を取り交わし、工事を再開した。ジョージ・アール・チャーチとコリンズ社は一回目の失敗をよく検討し、熱帯地帯の鉄道建設の経験のある技術陣と、世界各地から集めた労働者を投入し、万全を期した。しかし、5,000人を超す労働者のうち、マラリア、黄熱病、脚気、アメーバ赤痢が原因で死者は1,000人に達した。また逃亡者も多かった。難工事により建設コストは上がり、資金難に陥った。1879年、コリンズ社は破産し、工事は中止となった。持ち込まれた多くの建設資材や蒸気機関車がジャングルの中に打ち捨てられた。そして、ブラジル政府はジョージ・アール・チャーチとの契約を破棄した。

### マデイラ・マモレ鉄道会社

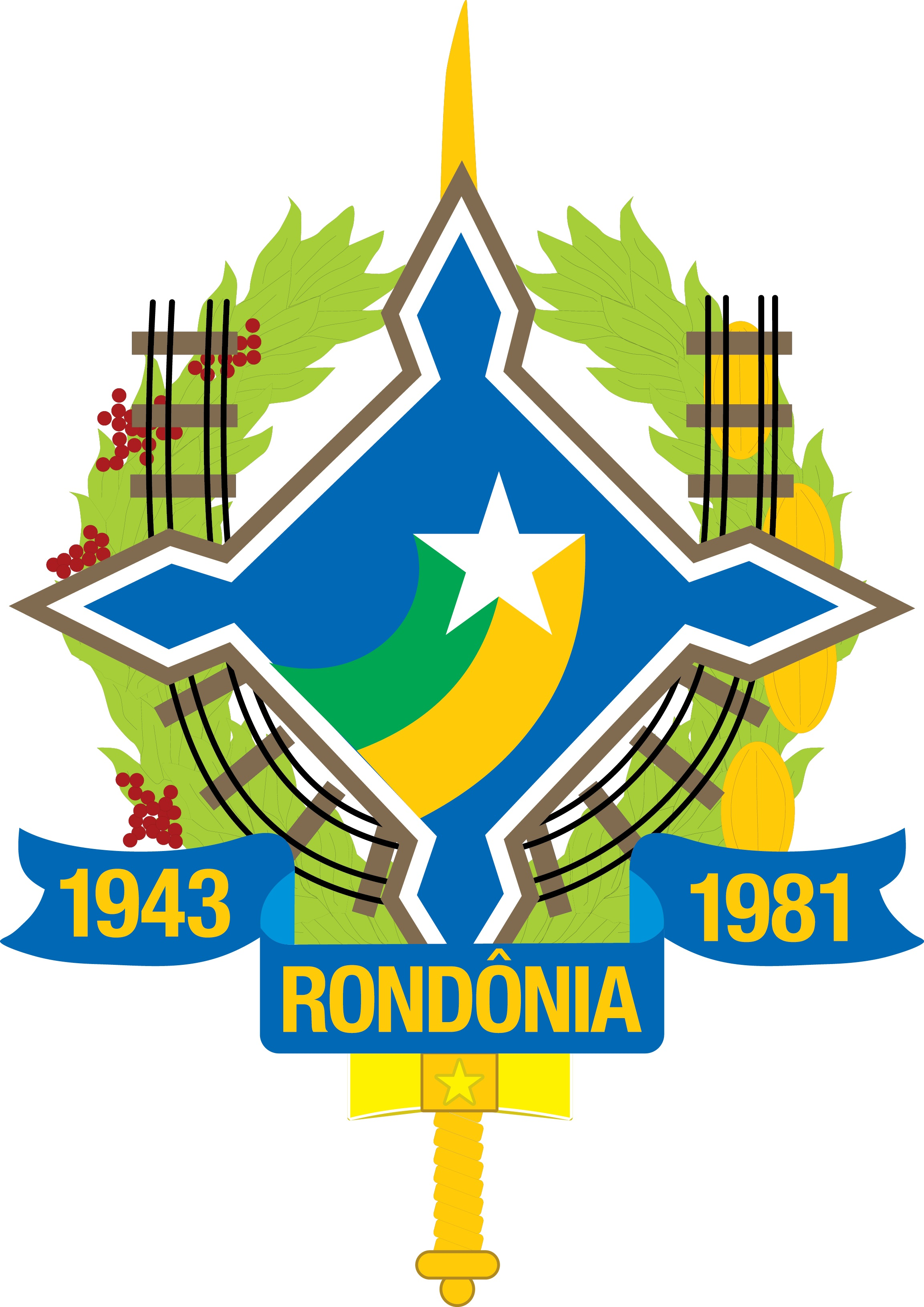
ブラジルロンドニア州の州章には、マデイラ・マモレ鉄道をイメージした鉄路が、U字状に描かれている

アマゾンのゴム景気を背景に、アクレ地方の帰属を巡り、アクレ紛争が発生した。1903年、紛争処理のためのペトロポリス条約が両国間で締結した。この条約で、ボリビアはアクレ地方をブラジルに割譲、またブラジル政府は、ボリビア政府に対して賠償金の支払いとポルト・ヴェーリョからボリビア国境のグアジャラ・ミリンまでの間に鉄道を建設することで合意した。
1906年、ブラジル政府からブラジル人の経営する会社が工事を請け負うが、出資者が集まらず断念した。1907年、アメリカ資本でマデイラ・マモレ鉄道会社（英: MADEIRA-MAMORE RAILWAY CO.）が、60年間の営業権の付与を条件に工事を請け負った。会社の資本金は1,100万ドル、社長にはアメリカペンシルベニア州出身の技術者であったパーシバル・ファーグナーが就任した。
1910年に入ると、工事の進捗に解決の曙光が見え始めた。1910年5月31日、ポルト・ヴェーリョからジャシ・パラナまで86kmの区間が開通した。工事区間の途中のカンデラリア（伯: Candelária）に病院を設置、また工事区間に4つの医療キャンプと7つの建設キャンプを設置した。1910年7月から約1ヶ月間、著名な疫学の専門家で医学博士のオズワルド・クルスが工事現場に滞在し、状況の調査研究と指導を行った。クルスは、湿地に大量の石灰を撒いてマラリア蚊の発生を防ぐと共に、工事現場労働者の全員にキニーネの服用を義務付けた。これにより、マラリアの被害を最小限に食い止めることに成功した。
1911年9月には、マデイラ川とアブナ川合流地点、ポルト・ヴェーリョから220kmまでが開通した。そして、6年半の難工事の末、1912年8月1日、ポルト・ヴェーリョからグアジャラ・ミリンまでの全線が開通した。
開業後の2年間は、利益が出る輸送量が確保できた。しかし、その後は、東南アジアのゴムプランテーションとの競争に晒され、アマゾン産の天然ゴムの価格が大きく下落した。アマゾンからのゴムの輸送量が低下し、経営が悪化した。1929年、世界恐慌によりさらに輸送量が低迷した鉄道会社は、1931年にブラジル政府に300万ドルで売却し、撤退した。
その後も輸送量が上がらず、ブラジル政府は、1972年、廃線とした。代替の交通手段として、ほぼ鉄道路線に沿って道路を建設することになった。

### 観光鉄道
1981年に、ポルト・ヴェーリョからサン・アントニオ滝までの7kmを観光鉄道として復活した。その後、運行範囲を変えながら、週一度程度の運行を行っていた。しかし、観光鉄道の運行も、2000年に廃止となった。

## 工事

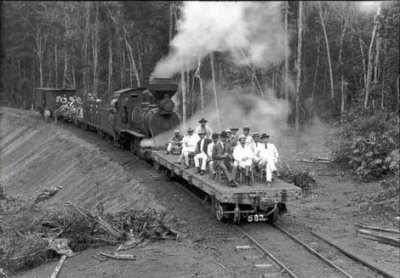
工事関係者を乗せた試運転の様子

### 路線データ
ポルト・ヴェーリョからボリビア国境のグアジャラ・ミリンまでの366km。軌間（レール幅）は1,000mm（メーターゲージ）。カーブ最小径は185m、最大勾配12パーミル。

### 投入資材
工事費総額は、3,000万ドルで、当時の純金32トンの額に相当した。
工事に使われた枕木は約50万本。原始林には枕木に相応しい硬木があったが、人手不足のために伐採と加工を断念し、オーストラリアからユーカリの枕木を運び込んだ。

### 投入した労働力と損失
マデイラ・マモレ鉄道会社は、6年間で21,817人の工事労働者を雇い入れた。しかし、これとは別に非正規や期間契約の形で約30,000人が工事現場で働いていたと推定されている。
カンデラリア（Candelária）の病院が記録した公式死者数は1,152人、最も多かった死因はマラリア感染であった。また、工事現場から逃亡した者も相当数存在し、その多くは故郷にたどり着く前に死亡したと考えられる。逃亡した労働者も合わせた死亡者数は、少なくとも6,000人程度と推定されている。またこれら数字には、1907年以前の工事での死者は含まない。

### 日系移民の関与
当時、アマゾンのゴム景気に引き寄よせられて、1899年に最初にペルーへ移民した日本人の一部が、ボリビアからブラジルのアマゾン地帯に再移住していた。日系移民はゴムの採取、農場の開拓、商店の経営などに従事いしていた。
この日系移民がマデイラ・マモレ鉄道会社に従事していたことを示す記録が残っている。例えば、アマゾン地帯の調査に赴いた堀内伝重の自伝『聖母河畔の十六年』には、1914年10月16日、ボリビアのマモレ川とベニ川の合流にあるビジャ・ベリャ（Villa Bella）を訪問した際に、「マモレ―鐵道會社仲仕七人」（原文ママ）と会ったと記述がある。また、マデイラ・マモレ鉄道の建設を記録した「A FERROVIA DO DIABO」の312〜318ページに、工事に従事していた日系移民と思われる４人の写真が掲載されている。後述するように、ボリビア国内への鉄道延伸工事の一部を請け負った者が存在した。

## ボリビア国内への延伸計画
ボリビア政府は、マデイラ川を挟んで終点駅のあるグアジャラ・ミリンの対岸に位置する、ボリビア側の町、グアヤラメリンからリベラルタへの鉄道を計画していた。ボリビア政府は、マデイラ・マモレ鉄道会社に建設を要請した。計画区間は約45kmと短く、鉄道会社の調査でも技術的に可能と判断し、ボリビア側の延長線建設に踏み切った。
延長工事は、1914年1月にグアヤラメリンとリベラルタの両側から始められた。この時、リベラルタ側からの工事を請け負ったのは、日系移民の八木宣貞であった。八木宣貞は、日系移民30人、ボリビア人30人を雇い入れ、原始林の伐採を始めた。しかし、1914年8月、下落が止まらない天然ゴム価格を受けてマデイラ・マモレ鉄道会社は延長線工事の中止を決定した。

## 遺構

### ポルト・ヴェーリョの鉄道博物館

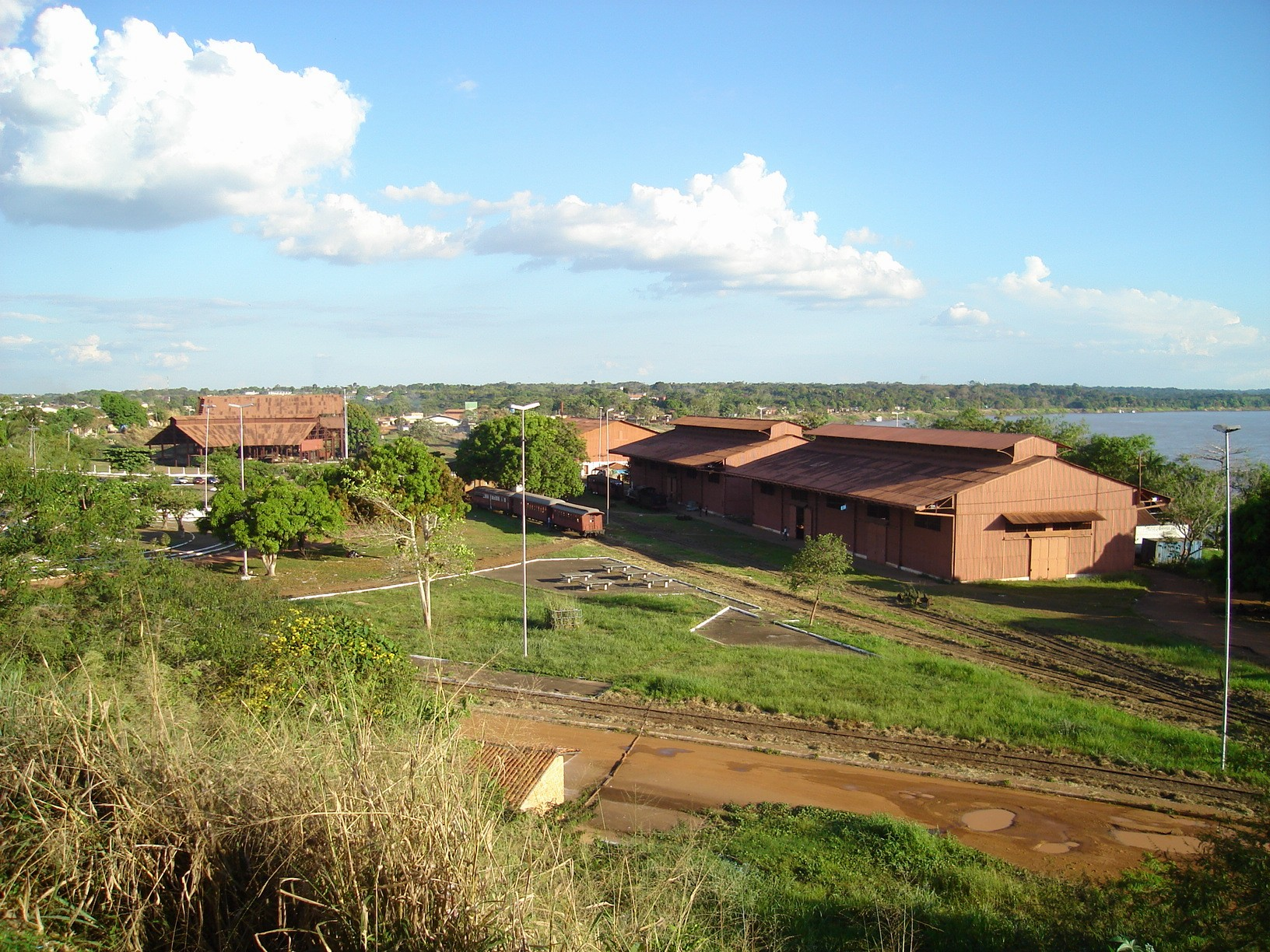
ポルト・ヴェーリョのマデイラ川沿いにある鉄道博物館の外観

ポルト・ヴェーリョの街のマデイラ川沿いにマデイラ・マモレ鉄道博物館（伯: Museu da Estrada de Ferro Madeira-Mamoré、南緯8度45分57.6秒 西経63度54分31.7秒）がある。博物館は、鉄道駅ターミナルの遺構をそのまま利用しており、転車台や扇形庫などが残っている。鉄道建設の初期に関わったジョージ・アール・チャーチから名前付けられた蒸気機関車「Colonel Church号」を静態保存・展示している。

### 鉄橋
ジャシ・パラナ近くのジャシ・パラナ川にかかる鉄橋が一部残っている（南緯9度15分28.9秒 西経64度23分15.3秒）。また、ムトゥン・パラナ近くにも鉄橋の一部が残っている（南緯9度37分5.7秒 西経64度56分2.0秒）。

### グアジャラ・ミリン駅
鉄道の終点であったグアジャラ・ミリンにあるグアジャラ・ミリン歴史博物館（伯: Museu Histórico Municipal、南緯10度47分33.2秒 西経65度20分47.9秒）の建物は、鉄道駅舎を再利用している。またこの博物館の敷地内に、蒸気機関車が２台、静態保存されている。